# Pneumoderma mediterraneum
Pneumoderma mediterraneum is een slakkensoort uit de familie van de Pneumodermatidae. De wetenschappelijke naam van de soort is voor het eerst geldig gepubliceerd in 1838 door van Beneden.